# Smolkov
Smolkov (německy Smolkau) je vesnice a katastrální území, ležící ve středu Moravskoslezského kraje, v okrese Opava a spadá pod obec Háj ve Slezsku, od které leží asi 0,5 km západně.

## Charakteristika
Zástavba Smolkova se dělí na dvě urbanisticky výrazně oddělené části: západně položený, větší původní Smolkov a východně položený, o něco menší, Nový Smolkov (územně identický se základní základní sídelní jednotkou „Háj ve Slezsku - Smolkov“), jenž urbanisticky splývá s ne příliš rozlehlou zástavbou vlastního Háje ve Slezsku, jakož i se zástavbou západní části Chabičova. Od obou těchto sídelních celků je Smolkov oddělen katastrální hranicí převážně kopírující koryto zdejšího potoka Hrabyňky. V Novém Smolkově se nachází i zdejší Informační centrum Háj ve Slezsku.

## Název
Jméno vesnice bylo odvozeno od osobního jména Smolek (což byla zdrobnělina jména Smola totožného s obecným smóla - "smůla" (v obou významech)). Význam místního jména byl "Smolkův majetek".

## Historie
Poprvé je připomínán v dokumentech z roku 1377. Název obce je psán česky. Od roku 1872 a v lidové mluvě Smolkowo. Měl stejné podmínky k osídlení jako Chabičov a původně byl snad malou hlídací tvrzí hrabyňského zboží. Byl zde dvůr a mlýn. Asi v roce 1739 došlo ke stržení smolkovské dřevěné tvrze. Nahradil ji dvouposchoďový barokní zámek.
V druhé polovině 30. let 20. století byla jižně od vesnice budována dělostřelecká tvrz, která byla pojmenováno podle obce.

## Památky
- Bývalá kaple svatého Urbana
- kaple Panny Marie z roku 1866
- Památník hrdinům Ostravské operace ve Smolkově
- pomník padlým v 1. světové válce ve Smolkově
- vodní mlýn
- zámek Smolkov, v němž sídlí domov pro seniory

## Významní rodáci a osobnosti spjaté s obcí

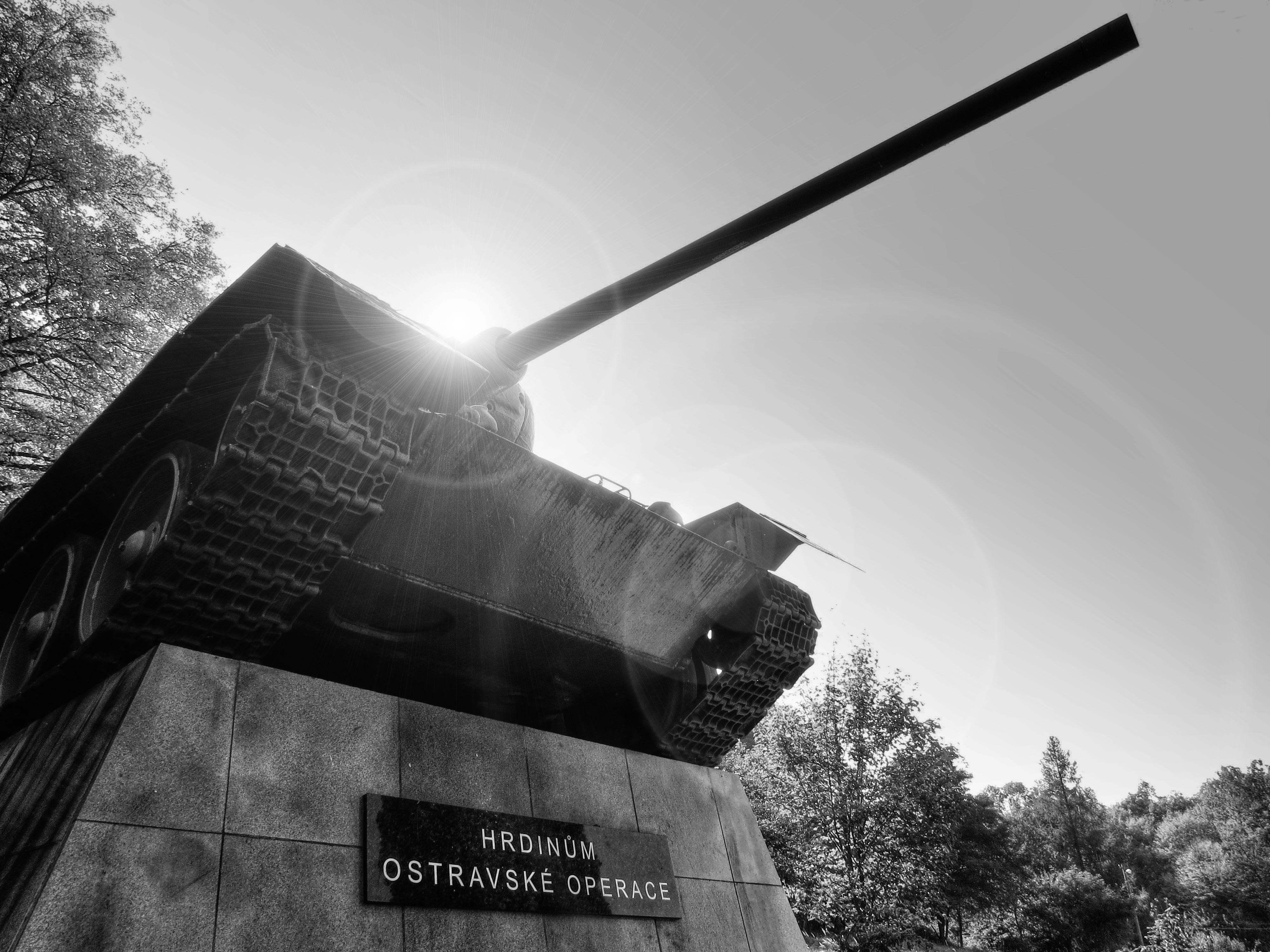
Památník hrdinům Ostravské operace ve Smolkově

- Leopold PeřichPamátník hrdinům Ostravské operace ve Smolkově

## Galerie

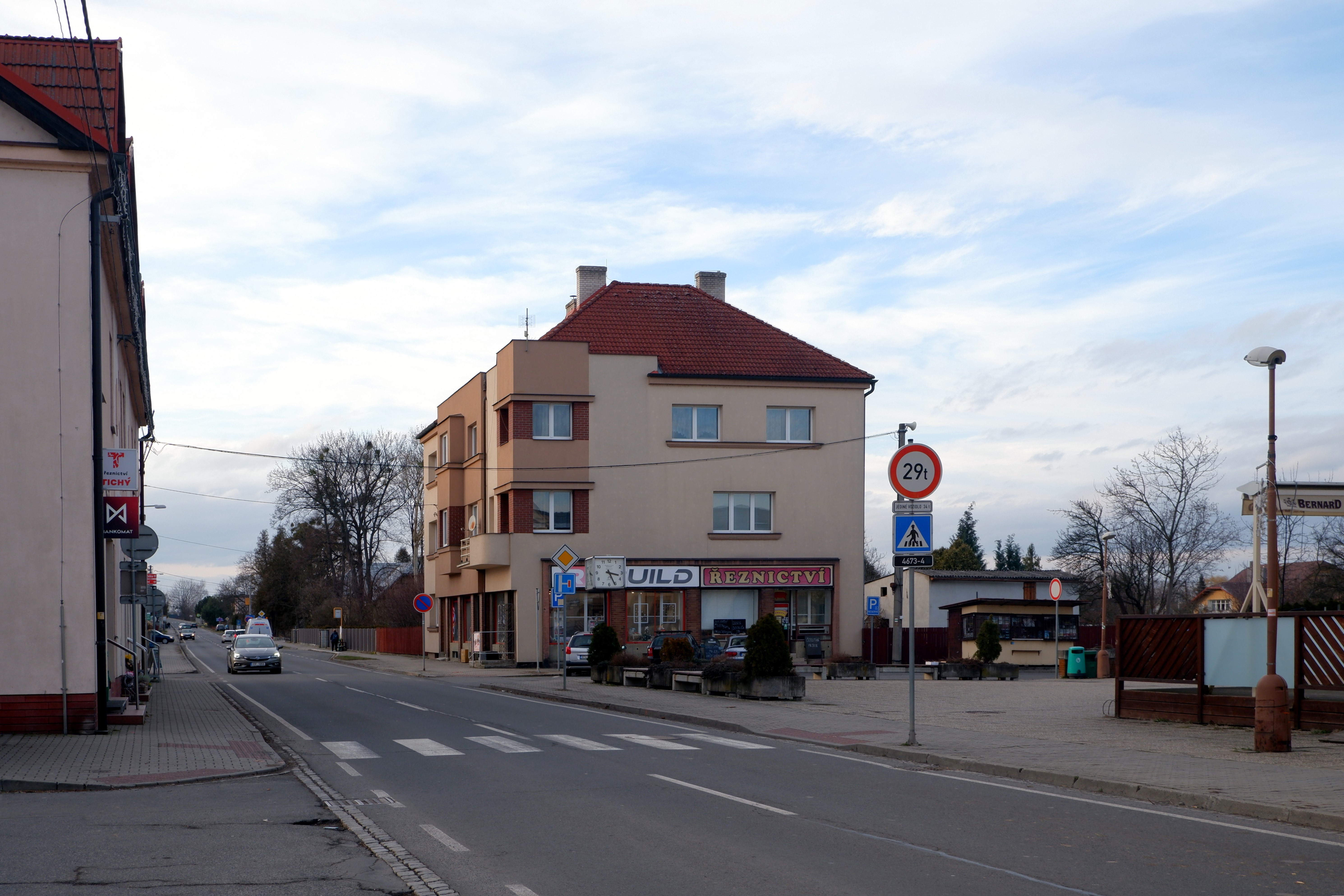
Ulice Antonína Vaška
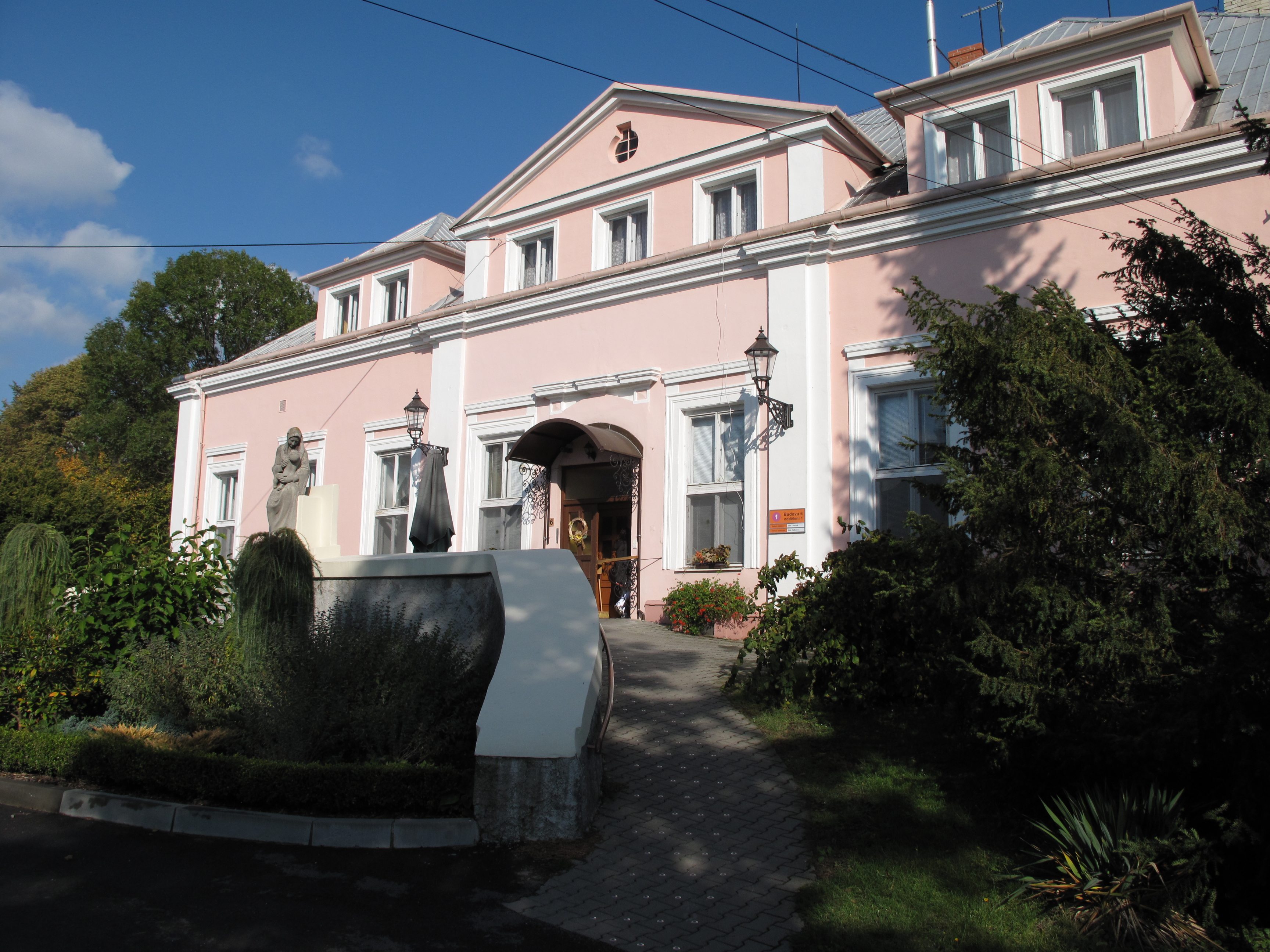
Domov seniorů
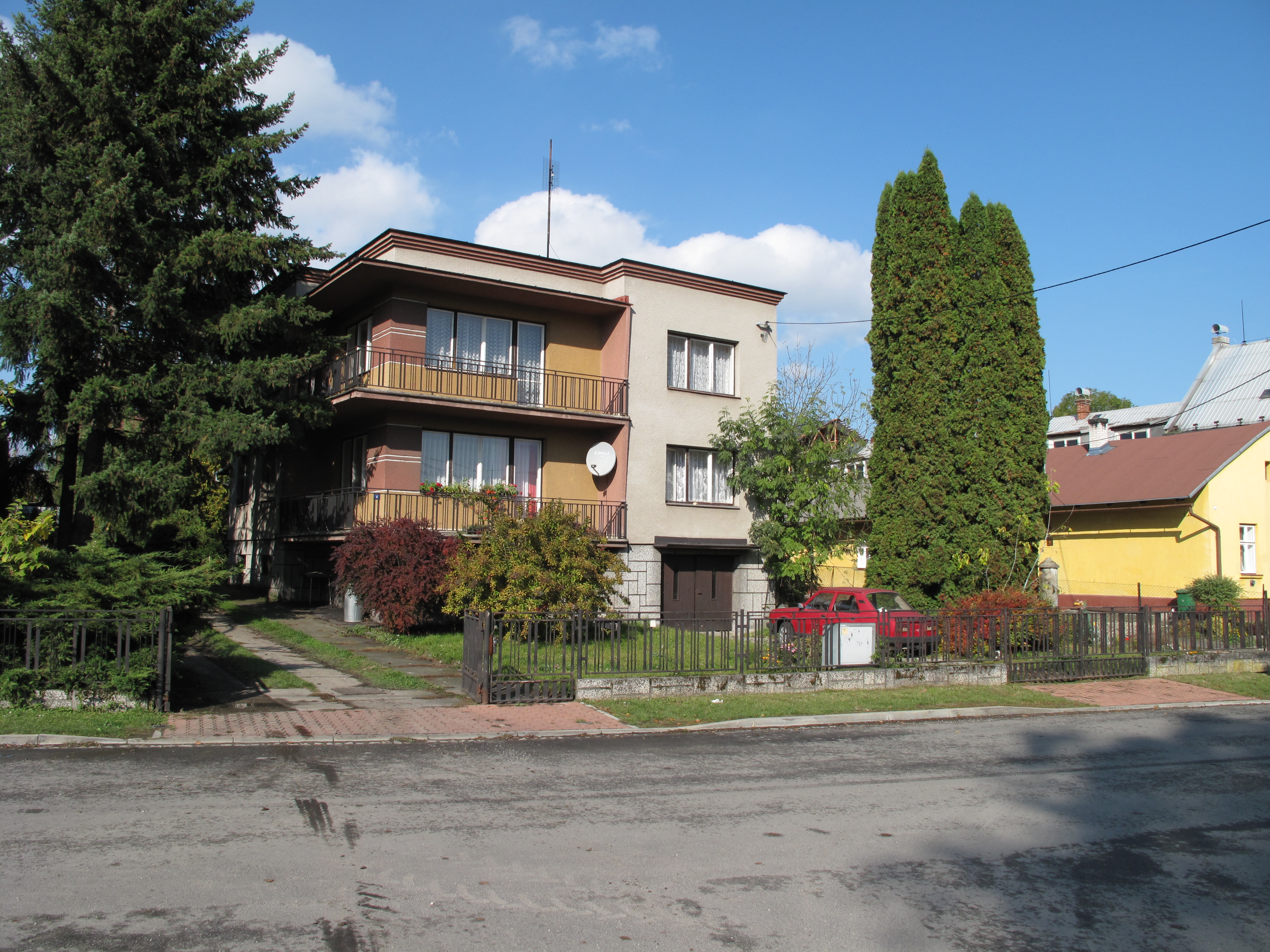
Vila